# Ніл Янг (футболіст, 1944)
Ніл Янг (англ. Neil Young; 17 лютого 1944, Феллоуфільд — 3 лютого 2011, Манчестер) — англійський футболіст, що грав на позиції півзахисника, півзахисника.
Виступав, зокрема, за клуб «Манчестер Сіті».
Чемпіон Англії. Володар Кубка Англії. Володар Кубка англійської ліги. Володар Кубка Кубків УЄФА.

## Ігрова кар'єра
Народився 17 лютого 1944 року в місті Феллоуфільд. Вихованець футбольної школи клубу «Манчестер Сіті». Дорослу футбольну кар'єру розпочав 1961 року в основній команді того ж клубу, в якій провів одинадцять сезонів, взявши участь у 334 матчах чемпіонату. Більшість часу, проведеного у складі «Манчестер Сіті», був основним гравцем команди. За цей час виборов титул чемпіона Англії, ставав володарем Кубка Англії, володарем Кубка англійської ліги, володарем Кубка Кубків УЄФА.
Протягом 1972—1974 років захищав кольори клубу «Престон Норт-Енд».
Завершив ігрову кар'єру у команді «Рочдейл», за яку виступав протягом 1974—1975 років.
Помер 3 лютого 2011 року на 67-му році життя у місті Манчестер.

## Титули і досягнення
- Чемпіон першого дивізіону Англії (1):

«Манчестер Сіті»: 1967-1968
- Володар Кубка Англії (1):

«Манчестер Сіті»: 1968-1969
- Володар Кубка англійської ліги (1):

«Манчестер Сіті»: 1969-1970
- Володар Кубка Кубків УЄФА (1):

«Манчестер Сіті»: 1969-1970